# Paul Widemann
Paul Widemann (auch Paul Wiedemann, * unbekannt, nachweisbar ab 1556; † 1568) war ein deutscher Steinmetz, Bildhauer, Werkmeister und Baumeister. Er gilt als einer der bedeutenden Meister zwischen Spätgotik und Renaissance im mitteldeutschen Raum.

## Bedeutung
Paul Widemann gehörte zu den bedeutenderen Bildhauern und Werkmeistern der sächsischen Hochrenaissance. Die von ihm geschaffenen Bauten und Bildwerke zeugen von einem hohen künstlerisch-handwerklichen Niveau. Die meisten seiner nachweisbaren Werke schuf der aus Freiberg stammende Meister in Leipzig. Sein Ruf reichte weit über diese Stadt hinaus, wie seine Betätigungen in Pegau, Zwickau und auf der Augustusburg bei Chemnitz beweisen. Er wurde auch als Werkmeister für die Errichtung von Kirchenbauten umworben.

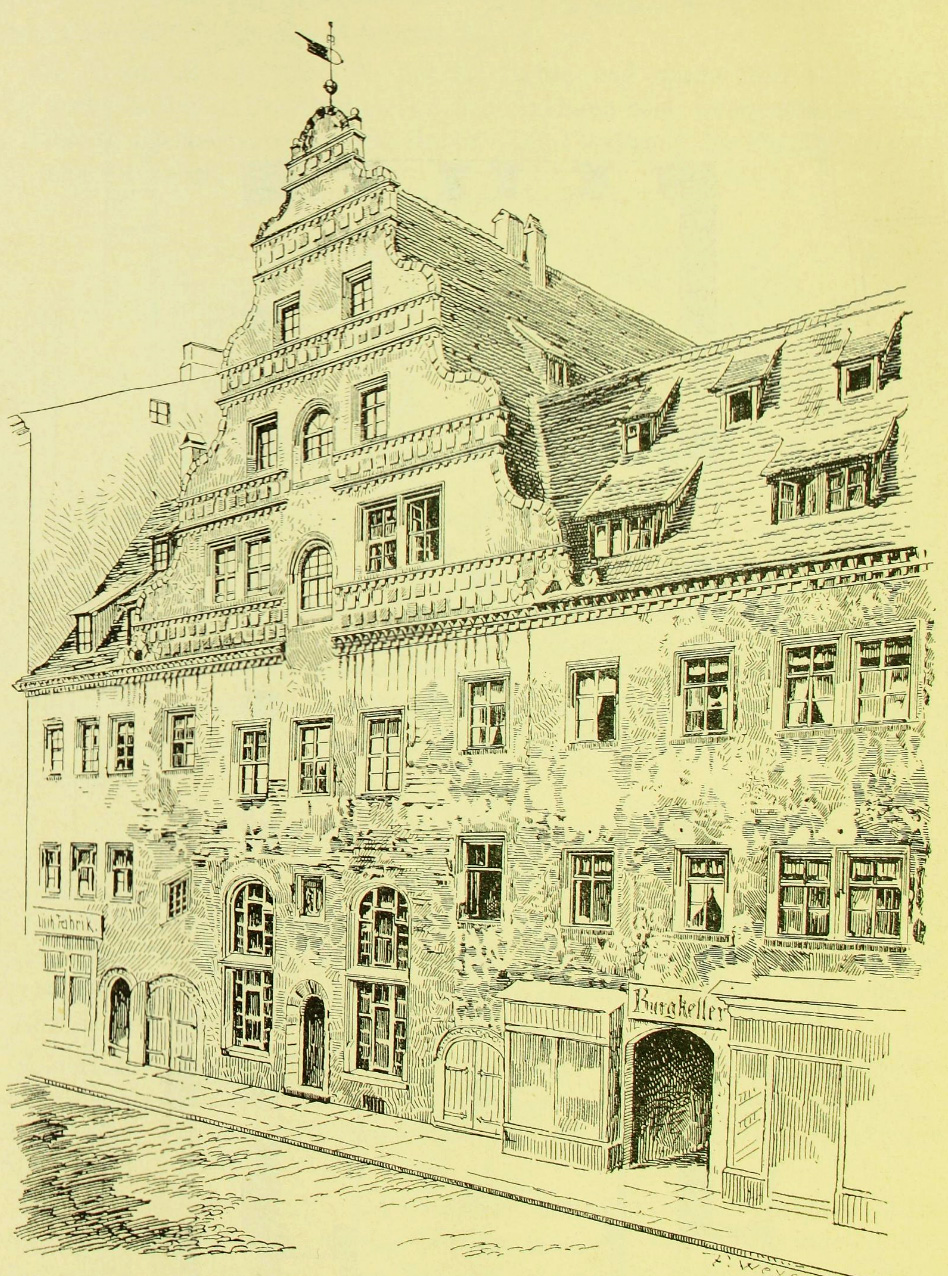
Die Fleischbänke in der Leipziger Reichsstraße um 1895 (für den Bau des Handelshofs abgerissen)

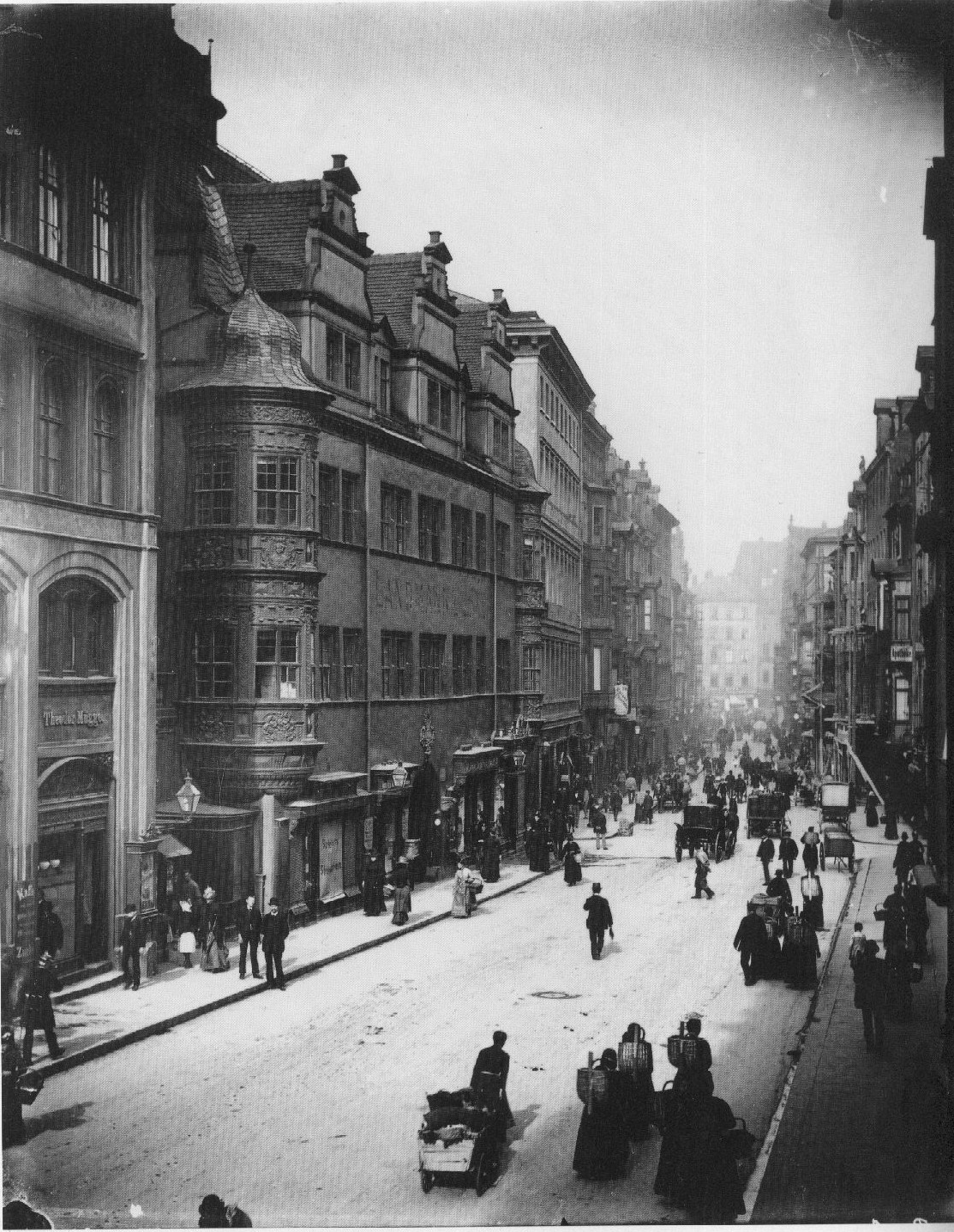
Das Fürstenhaus in Leipzig, Grimmaische Straße, um 1885

## Leben und Werk

### Ratssteinmetz in Leipzig
Erstmals nachweisbar ist er 1556 in Leipzig am Bau des Rathauses als Polier von Paul Speck. Nach dessen Tod übernahm er 1557 als Obermeister die Fertigstellung des Umbaus, der sich noch bis nach 1558 hinzog. Neben seinen Aufgaben als Bauleiter führte Widemann auch verschiedene Bildhauerarbeiten selbst aus (Pfeiferstuhl im Festsaal) und kümmerte sich um Zulieferungen aus Rochlitz. 1558 erhielt er das Leipziger Bürgerrecht. 
Von diesem Jahr an wurde er bis zu seinem Tod 1568 umfassend an den zahlreichen Bauprojekten des Leipziger Rats beteiligt. Dazu gehörten die Neu- bzw. Umbauten (bisweilen auch mehrfach) einer Badstube, des Burgkellers, der Stadtbefestigungsanlagen und ihrer Türme und Tore, der Stadtpfeifferhäuser, der Priesterhäuser am Nikolaikirchhof, von vier Häusern auf dem Barfüßerkirchhof, des Barfüßerkollegiums, des Schlachthauses, des Kornhauses, der Nonnenmühle, der Fleischbänke, der Schwarzfärberei, der sogenannten Ausreiterhäuser, der Barfüßermühle, der Waage, des Zeughauses, der Brücke am Ranischen Tor, der Nikolaischule, des Stadtgottesacker bei St. Johannis, der Barfüßerkirche, der neuen Wasserkunst, des Pfarrhauses zu St. Thomas, einer Schleuse, der Lindenauer Brücke, des Spitals, der Garküchen und eines Pestilenzhauses im Rosenthal.
Gesichert ist, dass Widemann sowohl die Leitung von Bauprojekten, die Ausführung einzelner Arbeiten selbst vornahm und auch Baupläne anfertigte. Im Dezember 1561 unternahm Widemann im Auftrag des Leipziger Rates eine Reise in die Niederlande. Nachdem 1561 am frisch umgebauten Rathaus erhebliche Wasserschäden aufgetreten waren, sollte er in den Niederlanden eine technische Lösung für dieses Bauproblem erkunden.

### Fürstenhaus zu Leipzig
Widemann kann der bedeutendste private Renaissancebau Leipzigs zugeschrieben werden, das 1558 errichtete Fürstenhaus (zerstört im Zweiten Weltkrieg) in der Grimmaischen Straße. Es war mit seinen zahlreichen Giebeln und den beiden reich gestalteten Erkern das repräsentativste aller im Laufe des 16. Jahrhunderts in Leipzig errichteten Wohngebäude. Die an Bauplastik reichen Erker suchten zur Bauzeit weit über Leipzigs Grenzen hinaus ihresgleichen. An einem der beiden brachte Paul Widemanns deutlich sichtbar sein Meisterzeichen mit seinen Initialen an. Heute findet sich an anderer Stelle in der Grimmaischen Straße die Kopie eines der beiden Erker.

### Rathaus zu Pegau

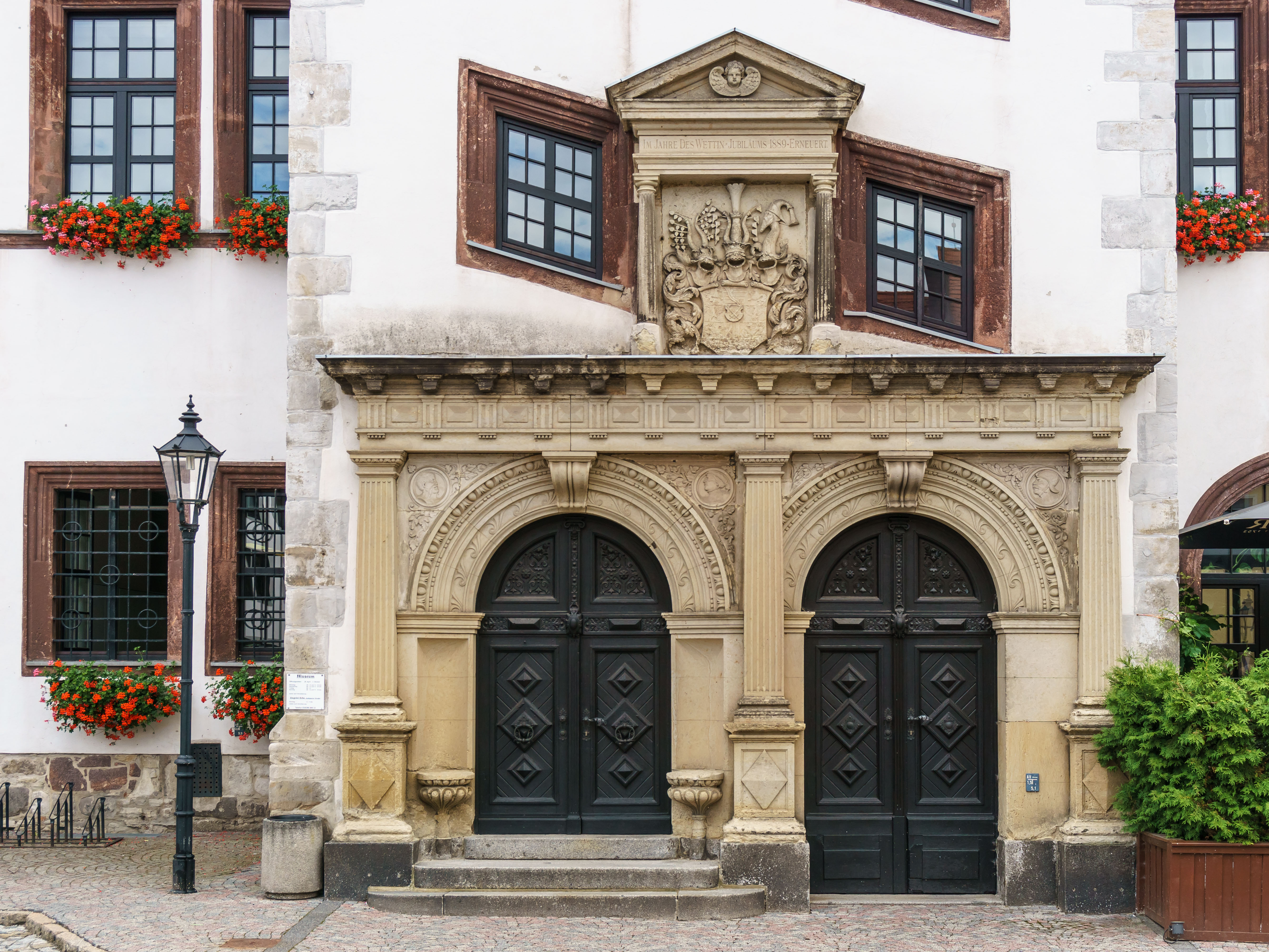
Doppelportal des Pegauer Rathauses

Ein weiterer Bau lässt sich Paul Widemann gesichert zuordnen, das an Bauplastik ebenfalls reiche, 1559/1560 errichtete Rathaus zu Pegau. Der Bau wies ursprünglich in seiner gesamten Gestalt eine frappierende Ähnlichkeit mit dem Leipziger Rathausbau auf, die inzwischen durch den Rückbau der die Dachzone gliedernden Zwerchhäuser etwas geringer geworden ist.

### Ratsgutachter in Zwickau
1563 trat Widemann in Zwickau im Auftrag des dortigen Rates als Begutachter zum Bau des geplanten neuen Chores von St. Marien auf. Der Versuch der Zwickauer, Widemann auch als Werkmeister für dieses anspruchsvolle Vorhaben zu gewinnen, scheiterte an der versagten Freistellung durch den Rat zu Leipzig. Dafür bat man Widemann, ersatzweise den in Halle (Saale) ansässigen und weit überregional tätigen Meister Nickel Hoffmann zu vermitteln. Schließlich gelang unter Einschaltung Widemanns der Vertragsabschluss mit Nickel Hoffmanns Bruder, Philipp Hoffmann, der den Bau dann als Werkmeister ausführte.

### Obermeister beim Bau der Augustusburg
Das letzte große Bauprojekt, an dem Widemann beteiligt war, ist der Bau des unter Hieronymus Lotters Leitung errichteten kurfürstlichen Jagdschloss Augustusburg bei Chemnitz (1567–1572). Den äußerst umfangreichen Bauakten lässt sich entnehmen, dass Paul Widemann von Beginn an von Lotter als Obermeister am Bau eingesetzt wurde, zunächst neben Meister Nickel Hoffmann aus Halle, ab März 1568 dann allein.
Widemann verstarb im Juli des Jahres 1568.